# Pierre Louis Blanc
Pierre Louis Blanc, né le 18 janvier 1926 à Apt (Vaucluse), est un diplomate et écrivain français.

## Biographie

### Enfance et formation
Il est né le 18 janvier 1926 à Apt, dans une famille de maîtres confiseurs.
Il suit des études de lettres et de droit et obtient une licence de lettres et une licence de droit. Il s'inscrit à l'Institut d'études politiques de Paris, où il prépare le concours de l'École nationale d'administration. Il y est admis en 1954.

### Carrière
De 1967 à 1969, il est chef du service de presse du général de Gaulle à l’Élysée,.
Il est directeur de l'ENA de 1975 à 1982.
À l'occasion de l'élection présidentielle de 2017, il fait partie des 60 diplomates qui apportent leur soutien à Emmanuel Macron.

## Décorations
- Commandeur de l'ordre des Arts et des Lettres (1999)[8]
- Commandeur grand-croix de l'ordre royal de l'Étoile polaire (Suède).

## Œuvres
- De Gaulle au soir de sa vie, 15e Prix Fondation Pierre-Lafue 1991, Edition Fayard
- Valise Diplomatique, Grand Prix Jacques-de-Fouchier de l'Académie Française 2004, Edition du Rocher
- Retour à Colombey, 2011 Edition PGDR
- Arille, compagnon de Napoléon, 2013 Edition France Empire